# 心
 (octobre 2020).
Si vous disposez d'ouvrages ou d'articles de référence ou si vous connaissez des sites web de qualité traitant du thème abordé ici, merci de compléter l'article en donnant les références utiles à sa vérifiabilité et en les liant à la section « Notes et références ».
心 (chinois : 心 ; pinyin : xīn) est un caractère chinois.

## Définition en chinois
Il se lit xīn [ɕin⁵⁵] en mandarin, sam¹ [sɐm⁵⁵] en cantonais, ou encore sim en langue minnan.
Il signifie le cœur, la pensée ou l'esprit, ou encore l'intention.

## Définition en coréen
Ce hanja (caractère chinois en langue coréenne), se lit « sim » (hangeul : 심) ou « ma-eum » (hangeul : 마음, [ma̠ɯm]).
Il signifie cœur, sentiment ou émotion.

## Définition en japonais
ce kanji (caractère chinois en langue japonaise), se lit しん « shin » (seul ou dans un mot) pour l'esprit.
Il se lit aussi こころ « kokoro » (seul) pour le cœur, au sens propre ou au sens figuré.

## Définition en vietnamien
Ce hantu (caractère chinois, en vietnamien) se lit et s'écrit aujourd'hui tâm ou tim. Il signifie cœur (l'organe).